# Раві Варма V
Гангадахра Ковіладхікарікал Шрі Раві Варма (1865—1946) — правитель Кочійського царства у 1943—1946 роках.